# Marinilla
Marinilla ist eine Gemeinde (municipio) im Departamento Antioquia in Kolumbien.

## Geographie
Marinilla liegt in Antioquia in der Subregion Oriente Antioqueño, 47 km von Medellín entfernt, auf einer Höhe von 2120 m ü. NN. Die Gemeinde grenzt im Norden an San Vicente, im Osten an El Peñol und El Santuario, im Westen an Rionegro und im Süden an El Carmen de Viboral.

## Bevölkerung
Die Gemeinde Marinilla hat 70.024 Einwohner, von denen 50.675 im städtischen Teil (cabecera municipal) der Gemeinde leben (Stand: 2022).

## Geschichte
Die Region um das heutige Marinilla wurde 1540 für die Spanier vom Konquistador Jorge Robledo entdeckt. Als Gründungsdatum des Ortes selbst wird 1690 genannt. Den Status einer Stadt erhielt Marinilla 1787 durch den spanischen König.

## Wirtschaft
Der wichtigste Wirtschaftszweig von Marinilla ist die Landwirtschaft. Insbesondere werden Kartoffeln, Bohnen, Mais und Gemüse angebaut. Zudem wird Kunsthandwerk hergestellt.

## Söhne und Töchter der Stadt
- Norverto Osa (1832–1893), Bankier und Diplomat
- Emilio Botero González (1884–1961), römisch-katholischer Geistlicher, Bischof von Pasto
- Ramón Hoyos (1932–2014), Radrennfahrer
- Gonzalo de Jesús Rivera Gómez (1933–2019), katholischer Weihbischof in Medellín (1998–2010)
- Jorge Leonardo Gómez Serna (* 1942), katholischer Bischof von Socorro und San Gil (1986–2001) und Magangué (2001–2014), Prälat von Bertrania en el Catatumbo/Tibú (1980–1986)
- Andrés Uriel Gallego (1950–2014), Politiker
- Catalina Usme (* 1989), Fußballspielerin